# Yunfu
Yunfu (xinès simplificat: 云浮; xinès tradicional: 雲浮; pinyin: Yúnfú), antigament romanitzat com a Wanfow, i històricament coneguda com a Dong'an (xinès simplificat: 东安; xinès tradicional: 東安; pinyin: Dōng'ān), i de 1578 a 1913 romanitzat com a Tong On, és una ciutat a nivell de prefectura a la província de Guangdong, a la República Popular de la Xina. Limita amb Zhaoqing al nord, Foshan a l'est, Jiangmen al sud-est, Yangjiang al sud, Maoming al sud-oest i la regió autònoma de Guangxi a l'oest. La ciutat té una superfície de 7.786,64 quilòmetres quadrats i una població de 2.383.350 habitants segons el cens del 2020.

## Història
L'àrea de l'actual Yunfu va pertànyer als Baiyue abans de l'arribada de la dinastia Qin, quan gran part de Yunfu va quedar sota la jurisdicció de la comandància de Guilin, mentre que una part pertanyia a la comandància de Nanhai. Durant èpoques de la dinastia Han, l'àrea pertanyia al regne de Nanyue. Després de la caiguda dels Nanyue l'any 111 dC, l'àrea de l'actual comtat de Xinxing es va incorporar a la dinastia Han occidental com a comtat de Linyun (xinès: 临允县).

### Dinastia Jin
Sota la dinastia Jin, l'any 280 dC, l'àrea de l'actual comtat de Yunan es va organitzar com a comtat de Duluo (xinès: 都罗县). L'any 349 dC, la zona de l'actual comtat de Yunan es va reorganitzar com a comtat de Jinhua (xinès: 晋化县). Dos anys més tard, l'àrea de l'actual comtat de Xinxing es va reorganitzar com a comandància de Xinnin, que governava tres comtats: el comtat de Xinxing (xinès: 新兴县), el comtat de Nanxing (xinès: 南兴县) i el comtat de Dandie (xinès): 单牒县). Durant els darrers anys de la dinastia Jin, des del 416 fins al 420 dC, el comtat de Longxiang (xinès: 龙乡县) i el comtat de Furuan (xinès: 夫阮县) es van establir a l'actual Luoding.

### Dinasties del nord i del sud
Durant el període de les dinasties del Nord i del Sud, l'àrea de l'actual Yunfu va ser governada per la dinastia Song del Sud des del 420 fins al 479 dC, després per la dinastia Qi del Sud del 479 al 502 dC, i finalment per la dinastia Liang del 502 dC fins al 557 dC. Des del 557 dC fins al 589 dC, la zona va ser governada per la dinastia Chen.

### Dinasties posteriors
L'àrea es va incorporar a la dinastia Tang l'any 618 dC, Després del període de les Cinc Dinasties i els Deu Regnes, la zona va ser conquistada per la dinastia Song (que no s'ha de confondre amb l'esmentada dinastia Song que va governar parts del sud de la Xina durant el segle V dC).

### República de la Xina
Poc després de la creació de la República de la Xina el 1912, els funcionaris republicans van reorganitzar l'àrea diverses vegades. El gener de 1914, el comtat de Xining va ser rebatejat com a comtat de Yunan (nom que encara conserva), i el maig de 1914 el comtat de Dong'an va ser rebatejat com a comtat de Yunfu.

## Geografia
El 67,39% de la superfície de Yunfu és boscosa. El riu Xi travessa la prefectura.

### Clima
Yunfu té un clima subtropical i gaudeix de bon temps durant tot l'any, caracteritzat per temperatures de l'aire suaus, abundants pluges i sol, amb una temperatura mitjana anual de 22 °C, pluviositat mitjana anual de 1.580 mm i 1.418 hores d'insolació mitjana anual. La distribució de les precipitacions és irregular durant l'any. Està ennuvolat i sec a la primavera, calorós i plujós a l'estiu, fresc a la tardor i sec i assolellat a l'hivern.

## Administració
La ciutat-prefectura de Yunfu administra 5 divisions a nivell de comtat, inclosos 2 districtes, 1 ciutat a nivell de comtat i 2 comtats.